# Trucobolus townesi
Trucobolus townesi är en mångfotingart som beskrevs av Chamberlin 1947. Trucobolus townesi ingår i släktet Trucobolus och familjen Trigoniulidae. Inga underarter finns listade i Catalogue of Life.